# Kiến trúc Ai Cập cổ đại
| Lịch sử kiến trúc phương Tây |
| Kiến trúc thời kì đồ đá      |
| Kiến trúc Ai Cập cổ đại      |
| Kiến trúc Lưỡng Hà           |
| Kiến trúc cổ điển            |
| Kiến trúc Hy Lạp cổ đại      |
| Kiến trúc La Mã cổ đại       |
| Kiến trúc thời Trung Cổ      |
| Kiến trúc Byzantine          |
| Kiến trúc Romanesque         |
| Kiến trúc Gothic             |
| Kiến trúc Phục Hưng          |
| Kiến trúc Baroque            |
| Kiến trúc Rococo             |
| Kiến trúc Tân cổ điển        |
| Kiến trúc hiện đại           |
| Kiến trúc hậu hiện đại       |
|                              |
| Các mục từ                   |

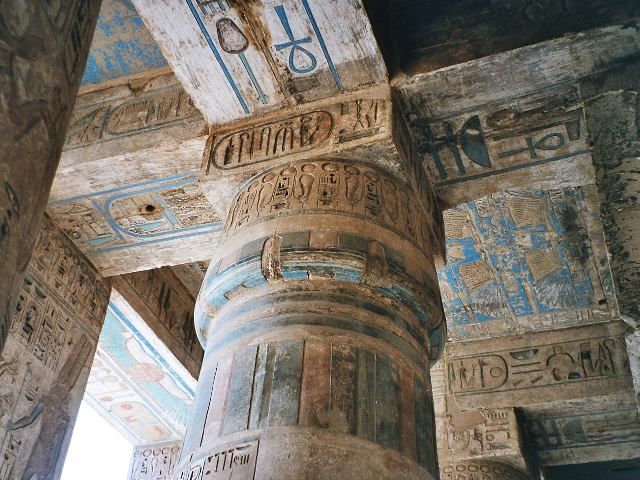
Trang trí trần trong sảnh chính của Medinet habu

Nhà nước Ai Cập cổ đại là một trong những nhà nước ra đời sớm nhất ở lưu vực sông Nin (Nile) vùng đông bắc châu Phi. Nền văn minh Ai Cập cổ đại là một trong những nền văn minh cổ xưa nhất và rực rỡ nhất của nhân loại.
Đặc điểm của kiến trúc Ai Cập là công trình có quy mô lớn, kích thước đồ sộ, nặng nề và thần bí. Trước khi nhắc đến sự phát triển của nghệ thuật kiến trúc Ai Cập cổ đại, phải nói đến sự khéo tay trong nghề làm đá của những người thợ giỏi trong xã hội Ai Cập cổ đại. Vật liệu đá trong xã hội Ai Cập có nhiều loại: đá vôi, đá sa thạch, đá đen, đá thạch anh, đá hoa cương, đá minh ngọc... Kinh nghiệm xây dựng thủy lợi trên hai bờ sông Nin giúp cho người dân Ai Cập phát minh ra máy nâng và vận chuyển, biết cách tổ chức lao động cho hàng vạn người một lúc. Mặt bằng, mặt đứng, mặt cắt của công trình kiến trúc được dùng với thước đo. Việc sử dụng dụng cụ như rìu, búa và thước thủy chuẩn cũng rất chuyên nghiệp.

## Kim tự tháp
Người Ai Cập cổ đại có tục lệ ướp xác, tạo thành các "mummy" (xác ướp) và chôn chúng trong những ngôi mộ đồ sộ là Mastaba và Kim tự tháp. Mastaba là lăng mộ của tầng lớp quý tộc, là một khối xây bằng đá, có mặt cắt hình thang, mặt bằng hình chữ nhật. Trong Mastaba có ba phòng: sảnh, phòng tế lễ và phòng thờ (nơi đặt tượng người chết). Từ mặt trên của Mastaba người ta đào một giếng hình tròn hoặc hình vuông, sâu đến khoảng 30 m. Đáy giếng thông sang một hành lang rồi đến phòng mai táng (nơi để quan tài). Sau khi chôn người chết, giếng được lấp kín. Ở Ai Cập còn tìm thấy nhiều nơi có dấu vết của các khu vực có Masataba như khu lăng mộ vua chúa ở Memphis, xây dựng ở vương triều thứ ba, khoảng thế kỷ 18 trước Công nguyên. Loại hình kiến trúc này là nguồn gốc ban đầu của các Kim tự tháp.
Một trong những Kim tự tháp lớn xuất hiện đầu tiên là Kim tự tháp Djoser. Nó có đáy hình chữ nhật, hai cạnh dài 126 m và 106 m, cao 60 m, có 6 bậc, các tầng thu nhỏ về phía trên. Công trình này do Imhotep chỉ đạo xây dựng. Ông là một vị quan đầu triều của nhà vua vương triều thứ 3, năm 2770 trước Công nguyên. Ngoài Kim tự tháp này còn có Kim tự tháp ở Meidum và ở Dashur là những loại có ba bậc cấp. Sau này, chúng được nghiên cứu và phát triển thành Kim tự tháp trơn, tiêu biểu nhất là quần thể Kim tự tháp ở Giza. Quần thể này bao gồm ba Kim tự tháp lớn, một con nhân sư Sphinx, 6 Kim tự tháp nhỏ, một số đền đài và 400 Mastaba. Ba Kim tự tháp trên là: Kim tự tháp Kheops (hay Kim tự tháp lớn tại Giza), Kim tự tháp Khephren và Kim tự tháp Mykerinos. Các Kim tự tháp này mang tên các nhà vua của Vương triều thứ 4; các kim tự tháp nhỏ hơn là của các hoàng hậu cùng thời. Vật liệu xây dựng tháp là đá vôi được khai thác tại chỗ, bên ngoài được phủ lớp đá vôi trắng nhẵn bóng, lấy từ các mỏ đá ở Tourah, trên hữu ngạng sông Nin, lớp phủ này ngày nay đã bị tróc mất.

## Đền thờ

Mặt bằng đền Luxor

Những đền thờ Ai Cập cổ đại dùng để thờ thần Mặt Trời. Thờ thần Mặt Trời cũng chính là thờ vua. Đền thờ thường có một cái cửa lớn, đường bệ và phù hợp với tính chất của các nghi lễ tôn giáo. Phần quan trọng thứ hai của đền là khu vực nội bộ của đại điện. Đây là nơi vua tiếp nhận sự sùng bái của một số người nên không gian được tổ chức sao cho u uẩn, kín đáo, mang tính thần bí. Đôi khi, đền còn được bao quanh bởi bức tường thành, ở đây có trổ một cửa gọi là tiền tháp môn (propylon), sau đó là một con đường lát đá, rộng 34 m, dài khoảng 140 m, hai bên đặt những con Sphinx, tiếp đến là các tháp bia, tượng vua và tháp môn.

## Nhà ở
Vào khoảng thế kỷ 17 TCN, nhiều loại hình nhà ở được thấy ở thành Telel Amarna. Có ba loại nhà chính sau:
- Nhà ở ba gian, vật liệu xây dựng là lau sậy và đất sét, mái bằng.
- Nhà cho quan lại, tường gạch cao, mở ba cửa quay ra phố.
- Loại lâu đài, dinh thự có ao cá, vườn cây phía trước, vật liệu dùng cột gỗ, tường gạch, dầm gỗ, mái bằng và trong nhà có trang trí tranh tường. Các cung điện của nhà vua có quy mô lớn, nhấn mạnh trục dọc, bên trong các phòng có nhiều cột, ngoài trục dọc còn có thể có trục phụ. Gỗ làm cung điện, Ai Cập không có mà được vận chuyển từ Syria tới.

## Các thức cột
Các thức cột được mô phỏng theo hình tượng con người và các loài cây (chà là, sồi, bao báp,...). Các loại thức có:
- Thức hoa sen, tạo dựng lấy từ nguồn cảm hứng gồm một bó hoa sen, được buộc lại bởi 5 vòng dây, xen kẽ thêm những nụ nhỏ;
- Thức cây kê, xuất hiện từ thời Trung vương quốc V, mô hình cây Papyrus;
- Thức Hathor, xuất hiện từ thời Trung vương quốc, bốn phía đầu cột là mặt nữ Thần tình yêu Hathor, diện hình đa giác 6-8-16 mặt. Đầu cột là tấm đá vuông, trên đó là đá đầu cột, tiếp trên là tường đầu cột,...